# Józef Kulczycki (weterynarz)
Józef Kulczycki (ur. 30 stycznia 1888, zm. 9 kwietnia 1974) – polski lekarz weterynarii z tytułem doktora, pułkownik lekarz weterynarii Wojska Polskiego.

## Życiorys

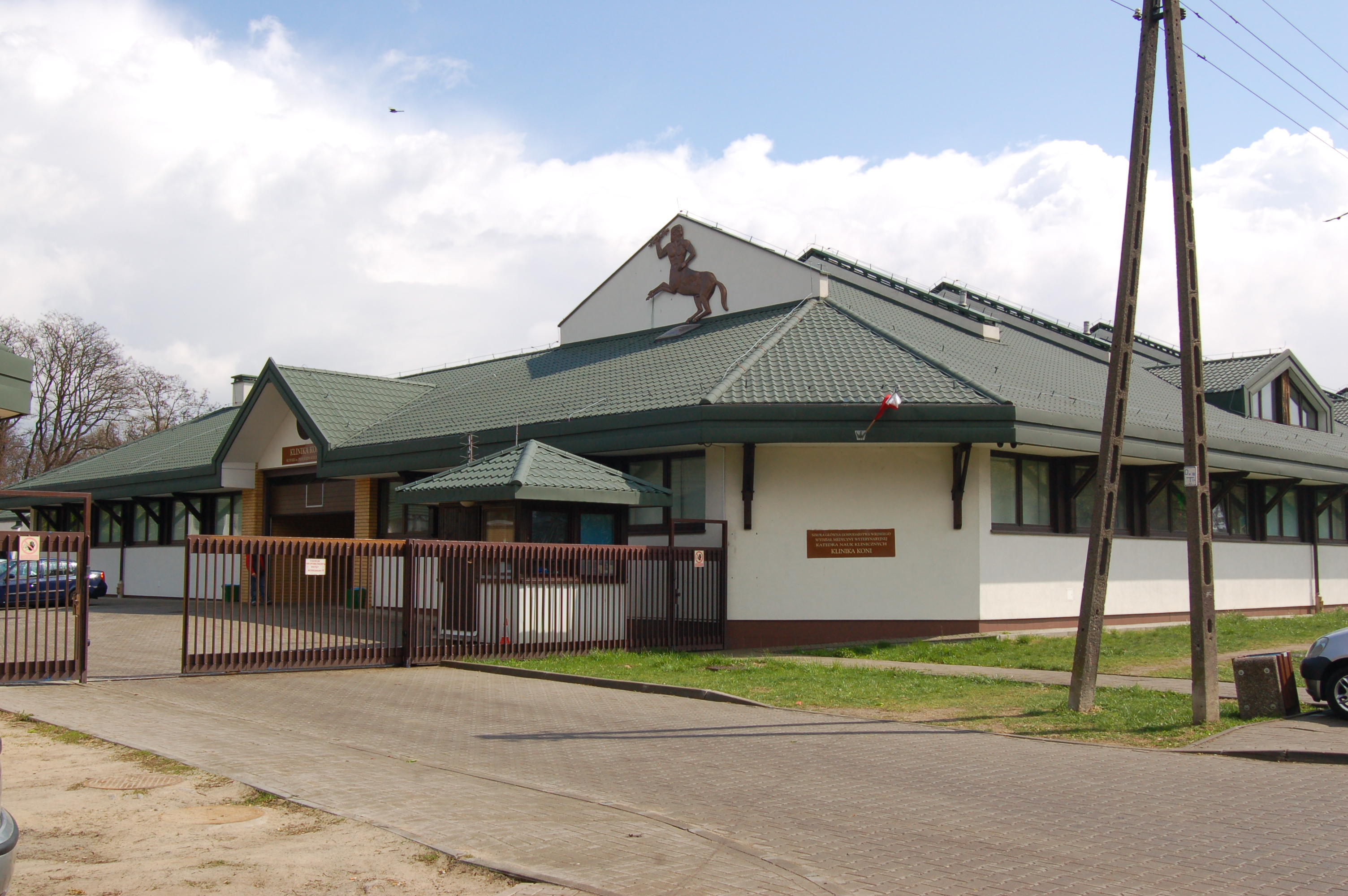
Klinika Koni Wydziału Medycyny Weterynaryjnej SGGW – budynek im. prof. Józefa Kulczyckiego

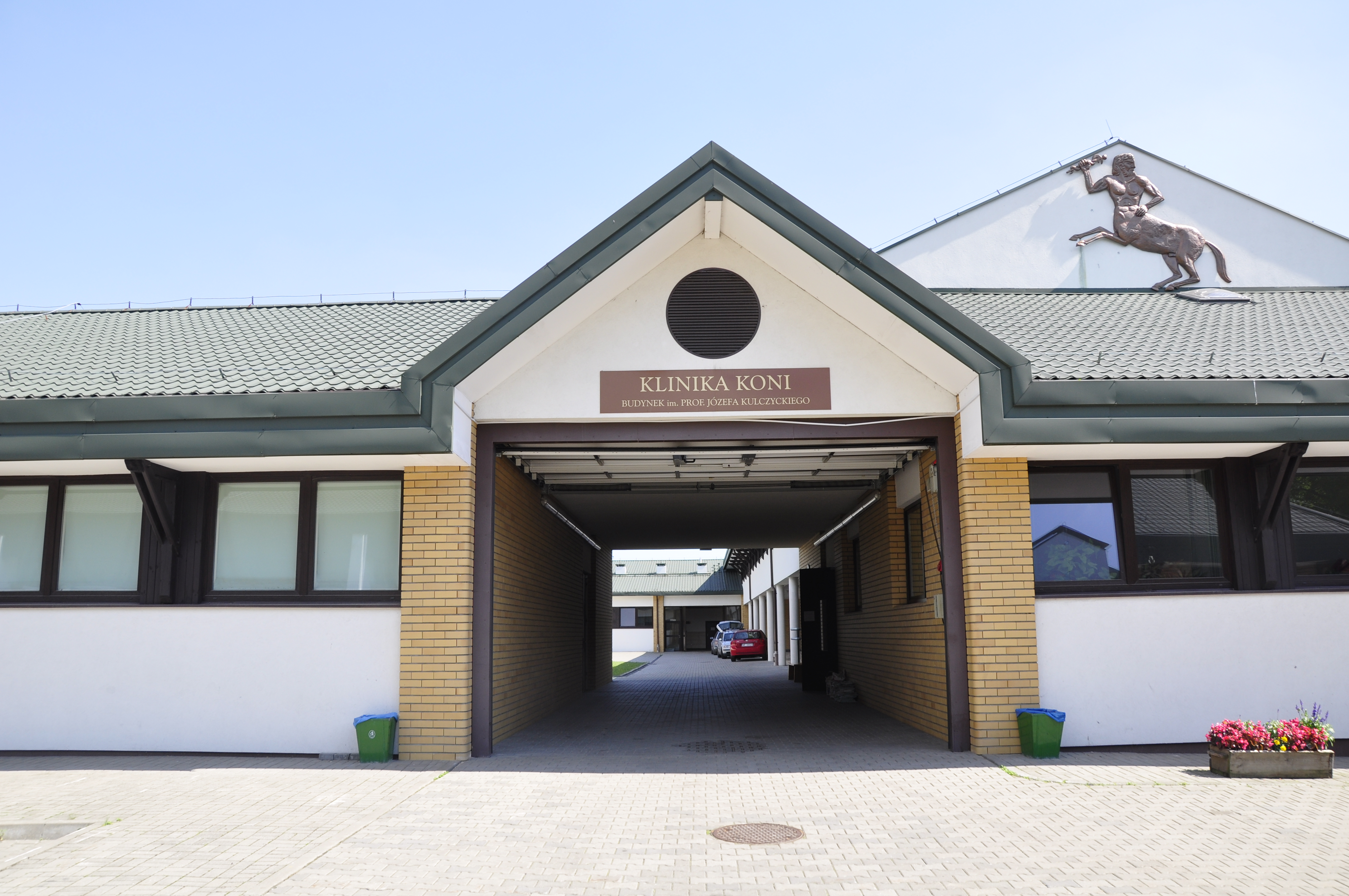
Wejście do budynku Kliniki Koni

Urodził się 30 stycznia 1888. Ukończył studia w zakresie weterynarii. Uzyskał tytuł naukowy doktora. 
Po odzyskaniu przez Polskę niepodległości w 1918 wstąpił do Wojska Polskiego. Zweryfikowany do stopnia majora w korpusie lekarzy weterynarii. Następnie awansowany do stopnia podpułkownika służby weterynaryjnej. W tym stopniu w latach 20. służył na stanowisku oficera weterynarii w Centrum Wyszkolenia Kawalerii w Grudziądzu. Wraz z innym pułkownikiem lekarzem weterynarii Konradem Millakiem udzielał pomocy klaczy Marszałka Józefa Piłsudskiego Kasztance tuż przed jej padnięciem 23 listopada 1927, a następnie wykonał jej sekcję, potwierdzającą wcześniejszą diagnozę o pęknięciu kręgów grzbietowych. Wypchał padniętego konia o imieniu Jaś, należącego do mjr. Adama Królikiewicza, pierwszego polskiego medalisty olimpijskiego w konkurencji indywidualnej.
W marcu 1928 został przeniesiony do Szkoły Podoficerów Zawodowych Służby Weterynaryjnej w Warszawie na stanowisko kierownika kliniki. Z dniem 1 grudnia 1929 został przesunięty na stanowisko komendanta szkoły. 18 lutego 1930 został mianowany pułkownikiem ze starszeństwem z 1 stycznia 1930 i 2. lokatą w korpusie oficerów weterynaryjnych. Uzyskał habilitację. Został komendantem utworzonego w 1934 Centrum Wyszkolenia i Badań Weterynaryjnych i pełnił tę funkcję do 1939.
Po II wojnie światowej był wykładowcą i kierownikiem Katedry Chirurgii na Wydziale Weterynaryjnym Uniwersytetu Warszawskiego i na Wydziale Weterynaryjnym Szkoły Głównej Gospodarstwa Wiejskiego w Warszawie. Jako profesor doktor habilitowany od 1957 do 1968 sprawował stanowisko przewodniczącego Komitetu Nauk Weterynaryjnych Polskiej Akademii Nauk, a od 1969 do 1974 był honorowym członkiem KNW.
Zamieszkiwał w kamienicy przy ulicy Elsterskiej 6/8 w Warszawie. Zmarł 9 kwietnia 1974. Został pochowany na Cmentarzu Wojskowym na Powązkach w Warszawie (kwatera N-4-7).

## Upamiętnienie
Ukazały się publikacje: w 1997 pt. Chirurgia weterynaryjna Kulczyckiego, w 1998 pt. Weterynaryjna diagnostyka chirurgiczna Kulczyckiego autorstwa  Eustachego Szeligowskiego.
16 września 2004 została otwarta siedziba Kliniki Koni Katedry Nauk Klinicznych Wydziału Medycyny Weterynaryjnej Szkoły Głównej Gospodarstwa Wiejskiego; a jej budynek przy ulicy Nowoursynowskiej 100 został nazwany imieniem prof. Józefa Kulczyckiego; podczas uroczystości przy udziale Ministra Rolnictwa i Rozwoju Wsi Wojciecha Olejniczaka, została wówczas odsłonięta tablica pamiątkowa honorująca prof. J. Kulczyckiego i medalion z jego portretem.

## Publikacje
- Przyczynek do chirurgii przedniej powierzchni napięstka u konia (1928)
- Szpat w świetle promieni Roentgena (1933)
- Arteriografia kończyn koni (1938)
- Wymię krowy i jego najważniejsze schorzenia (1948)
- Terapia chirurgiczna zwierząt domowych (1950)
- Diagnostyka chirurgiczna weterynaryjna (1952)
- Diagnostyka chirurgiczna zwierząt domowych (koni i bydła) (1970)

## Ordery i odznaczenia
- Krzyż Oficerski Orderu Odrodzenia Polski (11 listopada 1937)[22]
- Złoty Krzyż Zasługi (dwukrotnie: 19 marca 1931[23], 22 lipca 1951[24])